# Thomas Pfüller (Sportfunktionär)
Thomas Pfüller (* 17. Juni 1949 in Stollberg, Sachsen) ist ein deutscher Sportfunktionär und ein ehemaliger Biathlet, der im staatlich verordneten Doping im DDR-Leistungssport mitwirkte.

## Beruflicher Werdegang
Thomas Pfüllers sportliche Laufbahn erstreckte sich über die Jahre 1968 bis 1971, in denen er im DDR-Leistungszentrum in Zinnwald als Biathlet wirkte. Als Athlet von Dynamo Zinnwald gewann er bei den DDR-Meisterschaften 1971 die Bronzemedaille mit der Staffel. Er absolvierte anschließend an der Deutschen Hochschule für Körperkultur (DHfK) in Leipzig ein Fernstudium. 1978 übernahm er das Amt des stellvertretenden Generalsekretärs des Deutschen Skiläuferverbandes der DDR und später (1984) auch die Funktion des Trainers der männlichen Skilangläufer.
Pfüller ist einer der wenigen Funktionäre der DDR, die nach der Wende im vereinten Deutschen Skiverband (DSV) trotz seiner Einbindung in das staatlich verordnete Zwangsdoping im DDR-Leistungssport kontinuierlich bis in höchste hauptamtliche Positionen aufstiegen: erst zum technischen Direktor und Sportdirektor nordisch, dann zum Generalsekretär und somit gemeinsam mit Hubert Schwarz zur Geschäftsführung der DSV Leistungssport GmbH. Zahlreiche stasi- und dopingbelastete DDR-Trainer erhielten durch seine Protektion eine Stellung in der Bundesrepublik.
Er wurde beim Kongress der Internationalen Biathlon-Union (IBU) in St. Petersburg im Oktober 2010 zum IBU-Vizepräsidenten Marketing gewählt. Innerhalb des Deutschen Olympischen Sportbundes (DOSB) gehörte er dem Beirat Leistungssportentwicklung an.